# Plethodon asupak
Espèce
Statut de conservation UICN

 VU D2 : Vulnérable
Plethodon asupak est une espèce d'urodèles de la famille des Plethodontidae.

## Répartition
Cette espèce est endémique de Californie aux États-Unis. Elle se rencontre dans le comté de Siskiyou.

## Étymologie
Cette espèce est nommée en référence au lieu de sa découverte, Asupak désignant en Shasta la localité type située à la confluence entre les rivières Klamath et Scott.

## Publication originale
- Mead, Clayton, Nauman, Olson & Pfrender, 2005 : Newly discovered populations of salamanders from Siskiyou County California represent a species distinct from Plethodon stormi. Herpetologica, vol. 61, no 2, p. 158-177 (texte intégral).